# Augustin de Saffray de Mésy
Augustine Charles de Saffray de Mézy (Caen, 1600 – Parigi, 1677) è stato un militare e funzionario francese.
Figlio di un ufficiale del Palazzo Reale, entrò molto giovane nell'esercito, e combatté nelle Fiandre e in Germania la Guerra dei Trenta Anni.
Nel 1646 divenne Governatore di Nantes e comandante della flotta; fu Governatore della Nuova Francia dal 1663 al 1665.